# リヒャルト・ヒュルゼンベック
リヒャルト・ヒュルゼンベック（Richard Huelsenbeck、1892年4月23日 - 1974年4月20日）は、ヘッセン・ナッソーのフランケナウで生まれたドイツの作家、詩人、心理分析家。
ヒュルゼンベックは第一次世界大戦の前夜には医学生であった。軍隊から無効とされ、1916年2月にスイスのチューリッヒに移住し、そこでキャバレー・ヴォルテールに転がり込んだ。1917年1月、ベルリンに移り、ベルリンのダダ・グループを見出すのに役立つこととなるアイデアとテクニックを持ち帰った。「銃を手に持って文学を作ることは、しばらくの間、私の夢でした」と彼は1920年に書いている。彼の考えは当時のベルリンの左翼政治に適合した。しかしながらイデオロギー的なヒュルゼンベックと彼の仲間たちにとって、国家社会主義ドイツ労働者党が現代美術のすべての側面をクンストボルシェビズムとして非難し始めると、彼らの挑戦「ダダはドイツのボルシェビズムである」が後に不幸な影響を及ぼした。
1933年以降、ヒュルゼンベックはナチス当局により繰り返し調査された。書くことを禁じられるも、「内部亡命」にとどまらず、1936年にアメリカへの移民ビザを取得することができた。彼はチャールズ・R・ハルベックと名前を変え、ニューヨーク州ロングアイランドにあるカレン・ホーナイ・クリニックで、医学と精神分析を実践した。1970年になり、彼はスイスのティチーノ州に戻った。
ヒュルゼンベックは『Dada Almanach』の編集者を務め、『Dada siegt』『En Avant Dada』およびその他のダダイスト作品を執筆した。
ヒュルゼンベックの自伝『Memoirs of a Dada Drummer』は、運動の多くの重要人物たちと彼との相互作用について詳細に説明している。
その音楽の中で、フーゴ・バルは「ヒュルゼンベックが到着した。彼はリズム（ネグロリズム）の強化を懇願する。彼は文学を太鼓で叩き、滅びることを最も望んでいる」と書いた。
その人生の終わりまで、ヒュルゼンベックは「ダダはまだ存在している」と主張したが、運動の他の創設者は同意しなかったかもしれない。